# جميل راتب
جميل أبو بكر راتب (18 أغسطس 1926 - 19 سبتمبر 2018)، ممثل مصري ولد في القاهرة وبدأ حياته الفنية في عام 1946 من خلال السينما في أول فيلم له (أنا الشرق)،  ثم اتجه للمسرح وعاد مرة أخرى للسينما في منتصف السبعينيات وقام بتقديم نحو 67 فيلماً، شارك أيضاً جميل راتب في بعض الأعمال الأجنبية بالإنجليزية والفرنسية ومن أبرزها فيلم لورانس العرب وغيرها كما شارك أيضاً في العديد من المسلسلات التلفزيونية، تم تكريمه عدة مرات وتوفي في سبتمبر 2018.

## عن حياته
ولد جميل راتب لأب مصري مسلم وأم مصرية صعيدية ابنة أخ الناشطة المصرية هدى شعراوي وليس كما يشاع أنه من أم فرنسية، كلٌ منهما من أسرة غنية محافظة، أنهى التوجيهية في مصر وكان عمره 19 عاماً، دخل مدرسة الحقوق الفرنسية وبعد السنة الأولى سافر إلى باريس لإكمال دراسته، وفي عام 1947 عاد إلى القاهرة لأسباب عائلية.
في بداية الأربعينات حصل على جائزة الممثل الأول وأحسن ممثل على مستوى المدارس المصرية والأجنبية في مصر، على عكس ماهو معروف أن البداية الفنية لجميل راتب كانت في فرنسا من خلال خشبة المسرح، يؤكد تاريخ السينما المصرية أن البداية الفنية الحقيقية كانت في مصر عندما شارك عام 1946 في بطولة الفيلم المصري «أنا الشرق» الذي قامت ببطولته الممثلة الفرنسية كلود جودار مع نخبة من نجوم السينما المصرية في ذلك الوقت منهم: جورج أبيض، حسين رياض، توفيق الدقن، سعد أردش، بعد هذا الفيلم سافر إلى فرنسا ليبدأ من هناك رحلته الحقيقية مع الفن، ملامحه الحادة أهلته لأداء أدوار الشر.
عقب عرض فيلم أنا الشرق شاهد أندريه جيد في «أوديب ملكاً» فنصحه بدراسة فن المسرح في باريس فقبل النصيحة.
شارك في بطولة العديد من الأفلام المصرية، وأصبح الفرنسيين يطلبونه في أدوار البطولة فعمل 7 أفلام في السنوات العشر الأخيرة كما عمل أيضا في بطولة ثلاثة أفلام تونسية إنتاج فرنسي مصري مشترك.
بعد عودته للقاهرة رشح لدور الضابط في «الكرنك» الذي لعبه كمال الشناوي، ثم رشحه صلاح أبو سيف دوراً مهماً في فيلم «الكداب» بعدها انهالت عليه الأدوار من كل مخرجي السينما تقريباً. وبعدما نجح سينمائيا في مصر طلبته السينما الفرنسية.
كذلك خاض تجربة الإخراج المسرحى وقدم مسرحيات مثل «الأستاذ» من تأليف سعد الدين وهبة، ومسرحية «زيارة السيدة العجوز» والتي اشترك في إنتاجها مع محمد صبحي ومسرحية «شهرزاد» من تأليف توفيق الحكيم.
مثل في 67 فيلماً مصرياً وعدد كبير من أفلام السينما العالمية.

## حياته الشخصية
تزوج من فتاة فرنسية كانت تعمل بالتمثيل الذي اعتزلته بعد ذلك وتفرغت للعمل كمديرة إنتاج ثم منتجة منفذة ثم مديرة مسرح الشانزليزيه، إلا أنها تعيش في باريس، عندما يذهب إلى باريس يقوم بزيارتها في بيتها الريفي لأنهما شبه منفصلين منذ فترة ولكنه يكن لها احتراماً وتقديراً.

## تكريمه
تم تكريم جميل راتب عدة مرات ومنها:
- تكريمه من مهرجان القاهرة السينمائي عام 2005.
- تكريمه في مهرجان الأقصر للسينما الإفريقية في الدورة السابعة 2017.
- تكريمه من نقابة المهن التمثيلية عن مجمل أعماله 2015.
- تكريمه من منظمة الأمم المتحدة للفنون عام 2018 خلال احتفالها السنوي بعيد الأب.
- تكريمه من مهرجان القاهرة الدولى للمسرح المعاصر والتجريبى في دورته 33 عام 2016.

## أعماله

### الأفلام
- 1956: ترابيز
- 1956: أنا الشرق
- 1962: لورنس العرب
- 1975: على من نطلق الرصاص
- 1975: الكداب
- 1976: وجها لوجه
- 1976: سنة أولى حب
- 1976: بيت بلا حنان
- 1976: الشيطان يدق بابك
- 1977: كفاني يا قلب
- 1977: فتاة تبحث عن الحب
- 1978: مسافر بلا طريق
- 1978: شفيقة ومتولي
- 1978: بنت غير كل البنات
- 1978: امرأة في دمي
- 1978: الصعود إلى الهاوية
- 1979: ولا عزاء للسيدات
- 1979: خائفة من شيء ما
- 1979: حكاية وراء كل باب
- 1980: عروس البحر
- 1980: شعبان تحت الصفر
- 1981: دندش
- 1981: خلف أسوار الجامعة
- 1981: العرافة
- 1981: أسد الصحراء (أداء صوتي)
- 1983: وحوش الميناء
- 1983: كيدهن عظيم
- 1983: حب في الزنزانة
- 1983: إنهم يسرقون الأرانب
- 1984: بحر الأوهام
- 1984: إنهم يقتلون الشرفاء
- 1984: اللعنة
- 1985: علي بيه مظهر و40 حرامي
- 1985: صراع الأيام
- 1985: سنوات الخطر
- 1985: وداعاً بونابارت
- 1985: الكيف
- 1985: العبقري خمسة
- 1985: التريللا
- 1986: مرارة الأيام
- 1986: بيت الكوامل
- 1986: البريء
- 1986: البداية
- 1986: الأقزام قادمون
- 1986: أحضان الخوف
- 1986: ابنتي والذئاب
- 1987: نوارة والوحش
- 1987: قاهر الزمن
- 1987: راجل بسبع أرواح
- 1987: الانتفاضة
- 1988: حالة تلبس
- 1988: بنت الباشا الوزير
- 1988: الدرجة الثالثة
- 1990: سيدة القاهرة
- 1990: الأغبياء الثلاثة
- 1992: البلدوزر
- 1993: سباق مع الزمن
- 1994: Checkmate
- 1994: دماء على الثوب الأبيض
- 1995: في الصيف الحب جنون
- 1995: طيور الظلام
- 1996: صيف حلق الوادي
- 1996: عفاريت الأسفلت
- 1997: ليلة القدر
- 1999: جمال عبد الناصر
- 1999: ابتزاز
- 2001: رحلة حب
- 2001: الساحر
- 2003: من نظرة عين
- 2003: حفار البحر
- 2007: الأولة في الغرام
- 2007: تيمور وشفيقة
- 2008: جنينة الأسماك
- 2008: ليلة البيبي دول
- 2012: Un nuage dans un verre d'eau

### المسلسلات
- 1976: هروب
- 1977: نجم الموسم
- 1978: بعد الضياع
- 1978: الأصابع الرهيبة
- 1978: أحلام الفتى الطائر
- 1979: طائر الأحلام
- 1980: صيام صيام
- 1980: زينب والعرش
- 1980: النساء يعترفن سرا
- 1981: الكعبة المشرفة
- 1981: الرجل الذي فقد ذاكرته مرتين
- 1982: وقال البحر
- 1982: وتاه الطريق
- 1982: النديم
- 1983: الامتحان
- 1984: غدا تتفتح الزهور
- 1984: رحلة المليون
- 1984: الجلاد والحب
- 1986: الحفرة
- 1987: سنبل بعد المليون
- 1987: سكة الصابرين
- 1987: الزوجة أول من يعلم
- 1988: ثمن الخوف
- 1988: الراية البيضا
- 1989: موعد مع الغائب
- 1989: الحب وسنينه
- 1990: زغلول يلمظ شقوب
- 1990: السبنسة
- 1991: وداعا يا ربيع العمر
- 1991: ضمير أبله حكمت
- 1992: ولا يزال الحب مستمرا
- 1992: بيت العيلة
- 1993: لعبة الفنجري
- 1993: كلام رجالة
- 1993: أوراق الخريف
- 1994: يوميات ونيس (ج1)
- 1994: دكتوراة في الحب
- 1995: يوميات ونيس (ج2)
- 1995: موعد مع الغائب
- 1996: يوميات ونيس (ج3)
- 1996: عريس من باريس
- 1996: رسالة خطرة
- 1996: امرأة مختلفة
- 1996: أحلام فستق
- 1997: يوميات ونيس (ج4)
- 1997: ضد التيار
- 1997: زيزينيا (ج1)
- 1997: السرايا
- 1997: التوأم
- 1998: يوميات ونيس (ج5)
- 1998: شباب رايق جدا
- 1998: أحلام فقراء ولكن أغنياء
- 1999: كلمات
- 1999: عائلة شمس
- 1999: الشهاب
- 1999: أبناء تحت الشمس
- 2000: وجه القمر
- 2000: سوق الرجالة
- 2000: زيزينيا (ج2)
- 2000: دنيا عجب
- 2002: السطو بالذاكرة
- 2002: فارس بلا جواد
- 2002: الأصدقاء
- 2003: مسألة مبدأ
- 2003: رحلة العمر
- 2003: حد السكين
- 2004: فجر ليلة صيف
- 2005: أنا وهؤلاء
- 2005: المرسى والبحار
- 2006: كشكول لكل مواطن
- 2006: عفريت القرش
- 2006: عايش في الغيبوبة
- 2006: القاهرة ترحب بكم
- 2009: يوميات ونيس وأحفاده (ج6)
- 2010: ونيس وأيامه (ج7)
- 2011: أبواب الخوف
- 2013: ونيس والعباد وأحوال البلاد (ج8)
- 2014: تماسيح النيل
- 2015: حارة اليهود
- 2016: الكيف
- 2018: بالحجم العائلي

### المسرحيات
- 1974: دنيا البيانولا
- 1977: اليهودي التائه
- 1994: زيارة السيدة العجوز
- 1997: عائلة ونيس

### المسلسلات الإذاعية
- 1978: كفر نعمت
- 1983: أشياء لا تباع

### الرسوم المتحركة
- 2016: حبيب الله

## وفاته
توفي يوم 9 محرم 1440 هـ الموافق 19 سبتمبر 2018 بعدما فقد صوته بسبب مرض الشيخوخة.

## وصلات خارجية
- جميل راتب على موقع IMDb (الإنجليزية)
- جميل راتب على موقع الدهليز
- جميل راتب على موقع قاعدة بيانات الأفلام العربية
- جميل راتب على موقع ألو سيني (الفرنسية)
- جميل راتب على موقع أول موفي (الإنجليزية)
- جميل راتب على موقع قاعدة بيانات الأفلام السويدية (السويدية)
- جميل راتب على موقع قاعدة بيانات الفيلم (الإنجليزية)
- جميل راتب على موقع ليتربوكسد (الإنجليزية)
- جميل راتب على موقع كينوبويسك (الروسية)